# Brachycentrotus rufinervis
Brachycentrotus rufinervis är en insektsart som beskrevs av Ramos 1957. Brachycentrotus rufinervis ingår i släktet Brachycentrotus och familjen hornstritar. Inga underarter finns listade i Catalogue of Life.